# Grannskapskonst
Grannskapskonst och lokalförankrat muralmåleri är folkliga konstformer som först förekom i USA och Mexiko. Under den nordamerikanska depressionens år på 1930-talet startades från statligt och federalt håll ett större "Community Art Project" som hade till uppgift att sysselsätta och ekonomiskt stödja bl.a. arbetslösa konstnärer. Under 1960-talet fördes denna tradition vidare av vänsterrörelsen och Black Panther Party. Man kallade till möte med ett kvarters invånare, utsåg gemensamt en lämplig muryta, gjorde skisser och röstade fram det bästa förslaget, och målade sedan gemensamt. Ofta fanns ett etniskt eller socialt motiv i bilden.  Historiskt påverkades man också av det sedan länge etablerade mexikanska muralmåleriet. Chicanokonsten (mexikansk-amerikansk folkkonst) är ett närbesläktat fenomen, som ofta bygger på indiankulturens traditionella mytologi.

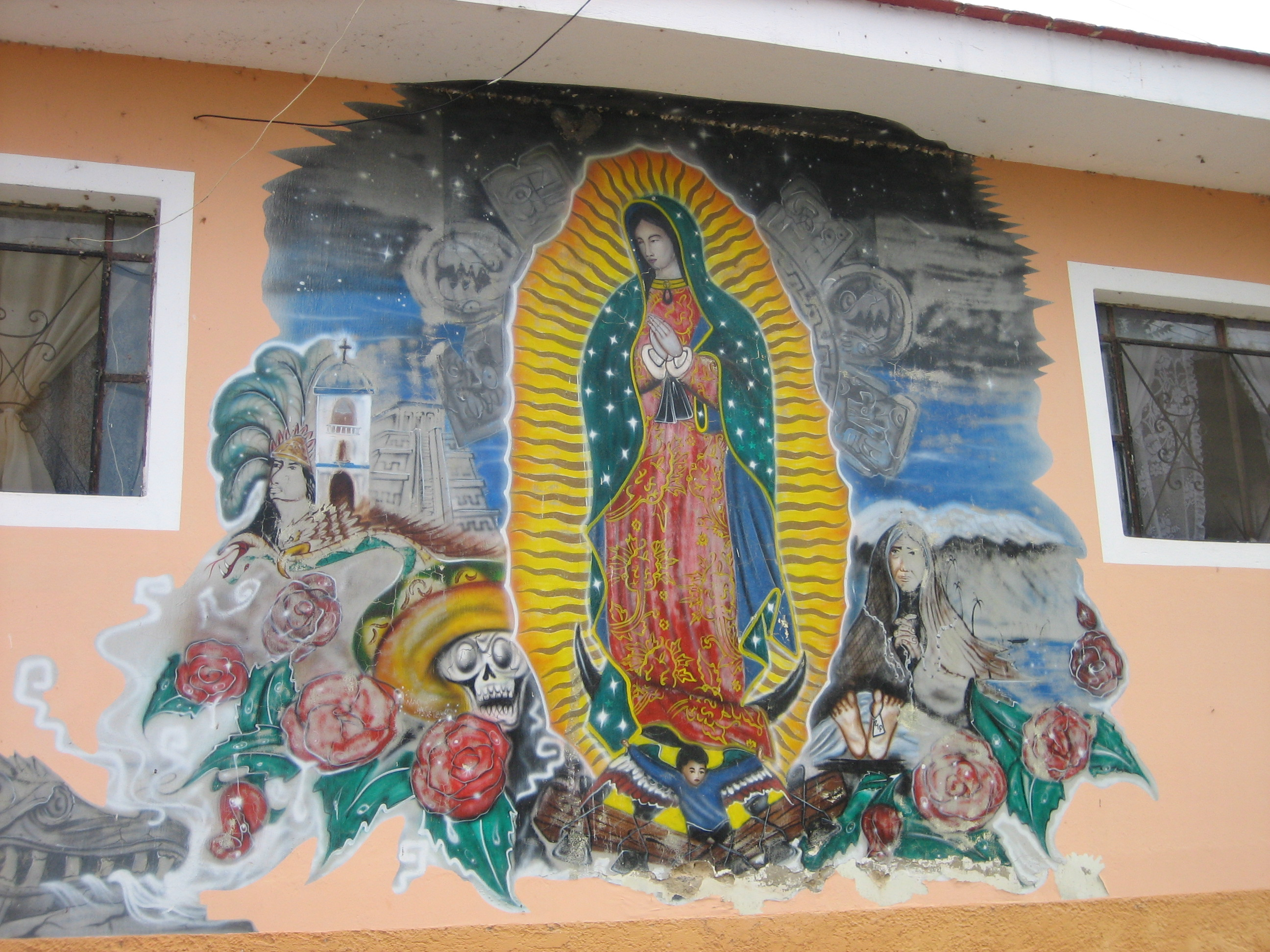
Mexikansk muralmålning

En särskild variant av grannskapskonsten kallas "brigadmåleri". Detta mer renodlat politiska måleri uppstod i Chile under 1970-talets marxistiska Allende-regering, och spreds efter Pinochets militärkupp 1973 med politiska flyktingar till Europa. En målarbrigad sattes ihop av aktivister, konstnärer och amatörer, vanligen med syftet att göra en politisk propagandamålning i stort format. Ett liknande måleri förekom också i Nicaragua under revolutionen. I Stockholm målades Hornsgatspuckeln i denna anda, och Moderna Museet hade också en utställning på temat brigadmåleri 1979. En känd svensk brigadmålare kallade sig för Höken. Brigadmåleriet spelar fortfarande en viktig roll i orosområden som Irland och Palestina, där man också kan se politisk graffiti. 
Från dessa folkliga konstarter skiljer sig de som främst utförs av skolade konstnärer, vare sig det gäller Diego Riveras fresker eller senare tiders reklammålningar i Los Angeles.